# Houston Dash
El Houston Dash és un club de futbol femení de Houston, als Estats Units. Afiliat al Houston Dynamo de la MLS, va ser creat al 2013 i juga a la NWSL. El seu millor resultat fins ara és una 5a posició en 2015.

## Històric

### Trajectòria
|      | 2001 | 2002 | 2003 | 2004 | 2005 | 2006 | 2007 | 2008 | 2009 | 2010 | 2011 | 2012 | 2013 | 2014 | 2015 | 2016 |
| ---- | ---- | ---- | ---- | ---- | ---- | ---- | ---- | ---- | ---- | ---- | ---- | ---- | ---- | ---- | ---- | ---- |
| NWSL |      |      |      |      |      |      |      |      |      |      |      |      |      | 9    | 5    | 8    |